# Église Sainte-Croix de Celleneuve
L'église Sainte-Croix de Celleneuve est un lieu de culte des XIIe siècle et XIVe siècle situé dans le faubourg de Celleneuve, à Montpellier dans le département français de l'Hérault et la région Occitanie. 
Cet édifice roman, classé monument historique, est une des plus anciennes églises de Montpellier. Elle a résisté à la guerre de Cent Ans, aux guerres de religion et à la Révolution. Elle est la seule église romane de Montpellier ouverte au culte.

## Historique
Dans son état actuel, l'église Sainte-Croix a été construite au XIIe siècle par les moines de l'abbaye d'Aniane qui souhaitaient étendre leur influence sur Montpellier alors en pleine expansion. Ce petit monastère fut construit en remplacement d'une chapelle carolingienne, une "cella nova". Cette situation en plein cœur du territoire des évêques de Maguelone permettait de contrôler le trafic de la Voie domitienne au passage de la Mosson.
L'église fut profondément modifiée au XIVe siècle afin de contribuer à la défense du faubourg Celleneuve alors menacé par les hordes de routiers qui dévastent la région. C'est pourquoi la nef et l'abside sont surélevées et fortifiées, avec la mise en place de mâchicoulis. Actuellement c'est un simple toit à deux pans inversés qui a été placé sur le chemin de ronde dont le seul vestige encore visible est un arc de pierre sous le rocher. Jusqu'à la fin du XIXe siècle l'église abritait le gisant du roi Jacques d'Aragon.

## Classement
L'intégralité de cet édifice fait l’objet d’un classement au titre des monuments historiques par la liste de 1840. L'intérêt de l'œuvre a été publié au Journal officiel du 18 avril 1914 (classement par liste de 1840).

## Divine liturgie
L’Église Orthodoxe Sainte Hélène et la Sainte Croix ☦️ dépendant de l'Archevêché des églises orthodoxes de tradition russe en Europe occidentale (Patriarcat de Moscou)
La liturgie est célébrée en langue française par le Père René Fouilleul tous les 1er, 2ème et 3ème dimanche du mois.